# コカ・コーラ シトラ
コカ・コーラ　シトラは、コカ・コーラが販売していた炭酸飲料。2006年5月に発売された。300mlボトル缶・500mlPET・1.5PETで販売されていた。「シトラ」は柑橘類を表す「Citrus」からの造語である。
また、2011年8月には、サークルKサンクス限定商品として、グレープフルーツフレーバーのものが発売されていた。

## 特徴
柑橘系フレーバーコーラとして、アメリカではライムのフレーバーを加えたCoca-Cola with Lime、日本ではレモンのフレーバーをプラスしたCoca-Cola Lemonを発売しているが、この製品はライムとレモンのフレーバーをミックスさせた。日本とアメリカの嗜好を合わせた、日本のみで展開された製品。CMもなく、ブランドサイトは立ち上げ当初より製品用のPOP1枚がぶら下がっているのみの寂しいプロモーションで、それに裏付けられるかのように程なくして市場から消えていった。